# Evolution (musikalbum av The Hollies)
Se även Evolution (musikalbum av Scotch) för musikalbumet med samma namn av Scotch.
Evolution, musikalbum av The Hollies utgivet 1 juni 1967 på skivbolaget Parlophone (UK). Albumet ses ofta som ett av deras starkaste knippe låtar som aldrig släpptes som singlar. Det här är också antagligen gruppens mest psykedeliska album (i konkurrens med albumet Butterfly), vilket hörs tydligt på låten "Heading for a Fall".
Den amerikanska versionen av albumet som gavs ut på Epic Records innehöll singeln "Carrie Anne". Skivbolaget Sundazed Records har också släppt en nyutgåva av albumet som innehåller lite outgivet material, samt singeln "Jennifer Eccles".

## Låtlista
(Alla låtar skrivna av Tony Hicks, Allan Clarke och Graham Nash)
Sida 1
1. "Then The Heartaches Begin" – 2:44
2. "Stop Right There" – 2:33
3. "Water on the Brain" – 2:22
4. "Lullaby to Tim" – 3:00
5. "Have You Ever Loved Somebody" – 3:04
6. "You Need Love" – 2:28

Sida 2
1. "Rain on the Window" –  3:10
2. "Heading for a Fall" – 2:17
3. "Ye Olde Toffee Shoppe" – 2:17
4. "When Your Light's Turned On" – 2:31
5. "Leave Me" – 2:30
6. "The Games We Play" – 2:46

## Låtlista (amerikanska versionen)
Sida 1
1. "Carrie Anne" – 2:55
2. "Stop Right There" – 2:23
3. "Rain on the Window" – 3:10
4. "Then the Heartaches Begin" – 2:44
5. "Ye Olde Toffee Shoppe" – 2:17

Sida 2
1. "You Need Love" – 2:28
2. "Heading for a Fall" – 2:17
3. "The Games We Play" – 2:46
4. "Lullaby to Tim" – 3:00
5. "Have You Ever Loved Somebody" – 2:57

## Medverkande
- Allan Clarke – sång, munspel
- Tony Hicks – sologitarr, sång
- Graham Nash – rytmgitarr, sång
- Bobby Elliott – trummor
- Bernie Calvert – basgitarr